# Biban, Mehedinți
Biban este un sat în comuna Pădina din județul Mehedinți, Oltenia, România.